# 粉点球蛛
粉点球蛛（学名：Theridion elegantissimum）为球蛛科球蛛属的动物。分布于台湾岛等地。